# Dichrozona cincta
Dichrozona cincta là một loài chim trong họ Thamnophilidae.